# أليكساندر روسلين
أليكساندر روسلين (بالإنجليزية: Alexander Roslin)، رسام بورتريه سويدي كان يعمل في سكونا وبايرويت وباريس وإيطاليا ووارسو وسانت بطرسبرغ، وكان أحد أهم أفراد الأسر الأرستقراطية. لقد جمع بين التَصوِير السيكولوجي والتَصوِير الماهر للأقمشة والمجوهرات.